# Gabriela Hegedüs
Pour les articles homonymes, voir Hegedüs.
Gabriela Hegedüs (née le 20 juin 1975) est une actrice et productrice autrichienne.

## Début de carrière
Gabriela Hegedüs grandi à Deutsch-Wagram, en Basse-Autriche. En 1997, elle se rend à Vienne pour étudier le théâtre. Elle se redirige vers le conservatoire Franck Schubert pour suivre une formation d'actrice dont elle sort diplômée en 2002. Elle présente des conférences spéciales sur le cinéma, et suis même une formation de conférencière à l'école d'expression orale en 2006.
Pendant et après sa formation, elle joue des rôles majeurs dans de nombreuses productions scéniques, sont notamment pour le Volkstheater sous la direction de Gert Jonke, et dans une adaptation scénique de Karl Ferdinand Kratzl de La strada de Fellini.

## Reconnaissance
En 2004, alors qu'elle travaille comme coach d'acteurs dans une prison pour femmes viennoise, elle rencontre la cinéaste Barbara Albert. Celle-ci l'engage pour le rôle de Nicole dans son film Fallen, présentée à la 63e Mostra de Venise.
Gabrielle Hegedüs reçoit le prix de la meilleure jeune actrice germanophone lors du Festival Max Ophüls en 2007.

## Carrière
Depuis 2010, elle partage l'affiche avec Erwin Steinhauer dans le téléfilm Der Täter, avec Ursula Strauss dans la série Schnell ermittelt, et joue dans la série SOKO Donau et dans le documentaire Zero Killed.
En 2016, elle joue dans le film Was hat uns bloß so ruiniert et dans le film Kater. En 2018, dans le film Cops. Elle joue également dans la minisérie M le maudit (2019).

## Productrice
Gabriela Hegedüs vit et travaille à Vienne.
En plus de ses activités d'actrice, elle dirige depuis 2004 le festival littéraire autrichien « O-Töne » dans le Museumsquartier de Vienne avec son mari, le directeur culturel Christoph Möderndorfer.
Depuis 2003, ils ont fondé le réseau artistique et le projet caritatif « Wärmespender » soutenu par des artistes autrichiens tels que Gustav, Ernst Molden, Karl Ratzer, Clara Luzia, maschek., Dirk Stermann et divers DJ.

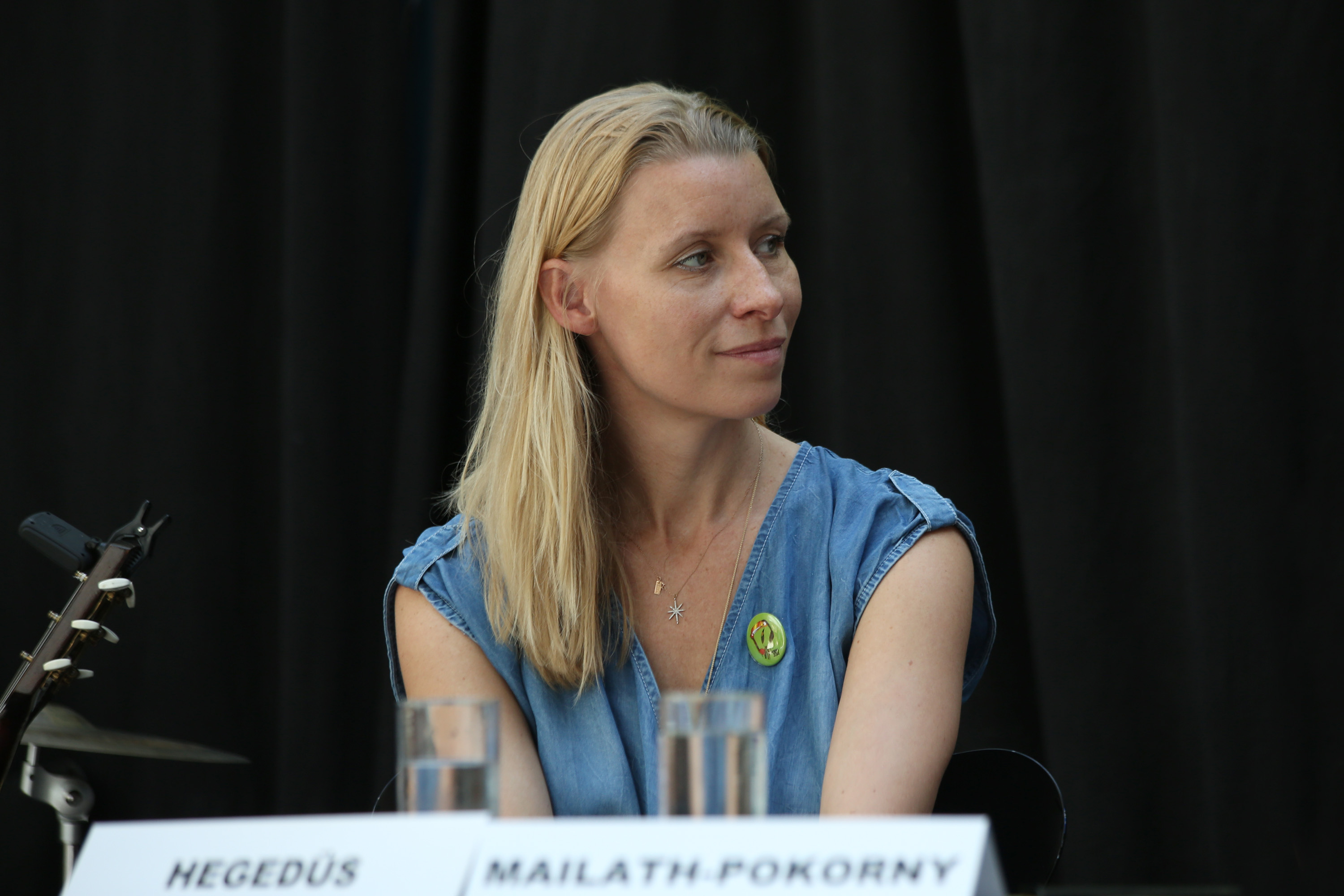
Gabriela Hegedüs lors de la présentation du programme du Popfest 2014

Depuis 2006, Gabriela Hegedüs est également coordinatrice de la « Kunstplatz Karlsplatz » pour la ville de Vienne. À ce titre, elle a été co-responsable du programme culturel officiel viennois du Championnat d'Europe de football 2008, la « Karlsplatz Art Zone », ainsi que de la fondation du Popfest Wien, qui s'est tenu pour la première fois en 2010 sur la Karlsplatz.